# Гольференцо
Гольференцо (итал. Golferenzo) — коммуна в Италии, находится в регионе Ломбардия, в провинции Павия.
Население составляет 223 человека (2008), плотность населения составляет 51 чел./км². Занимает площадь 4 км². Почтовый индекс — 27047. Телефонный код — 0385.
Покровительницей коммуны почитается Пресвятая Богородица, празднование в первое воскресенье октября.

## Демография
Динамика населения:

## Администрация коммуны
- Официальный сайт: